# Harpactea heliconia
Harpactea heliconia là một loài nhện trong họ Dysderidae.
Loài này thuộc chi Harpactea. Harpactea heliconia được miêu tả năm 1984 bởi Brignoli.